# Berliner Fußballclub Dynamo 1987-1988
Questa voce raccoglie le informazioni riguardanti il Berliner Fußballclub Dynamo nelle competizioni ufficiali della stagione 1987-1988.

## Stagione

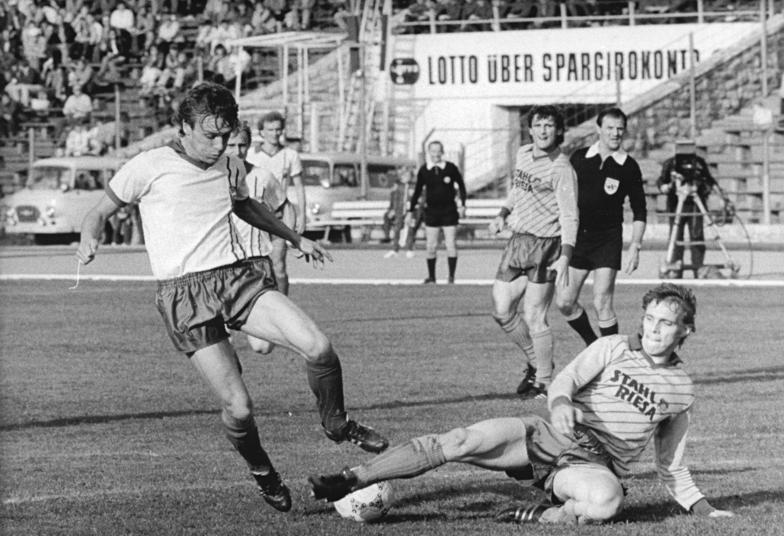
Thomas Doll contrastato da Sven Kretzschmar durante l'incontro con lo del 3 ottobre 1987. Con 3.000 spettatori, la gara detiene il record stagionale della minore affluenza di pubblico.

In campionato la Dinamo Berlino lottò per il titolo contro il Lokomotive Lipsia: concluso il girone di andata condividendo il primato della classifica con i rivali, la sconfitta nello scontro diretto in apertura del giro di boa innescò una leggera crisi di risultati che fece scivolare i Weinrot al terzo posto. Ritornata immediatamente al vertice, la Dinamo Berlino venne raggiunta alla penultima giornata dai rivali, terminando il campionato in vetta assieme al Lokomotive Lipsia; grazie alla migliore differenza reti nei confronti degli avversari, i Weinrot poterono mettere in bacheca il decimo titolo nazionale consecutivo.
Alcuni giorni dopo la vittoria del campionato la Dinamo Berlino conseguì il double con la vittoria della coppa nazionale, ottenuta battendo ai tempi supplementari il Carl Zeiss Jena. Nei turni precedenti i Weinrot avevano eliminato diverse compagini delle serie inferiori, fra cui anche la propria squadra riserve agli ottavi di finale in un incontro che vedeva opposti diversi giocatori facenti parte della rosa.
Il cammino della squadra in Coppa dei Campioni si fermò ai sedicesimi di finale, con una doppia sconfitta per 2-0 incassata dai campioni di Francia del Bordeaux.

## Maglie

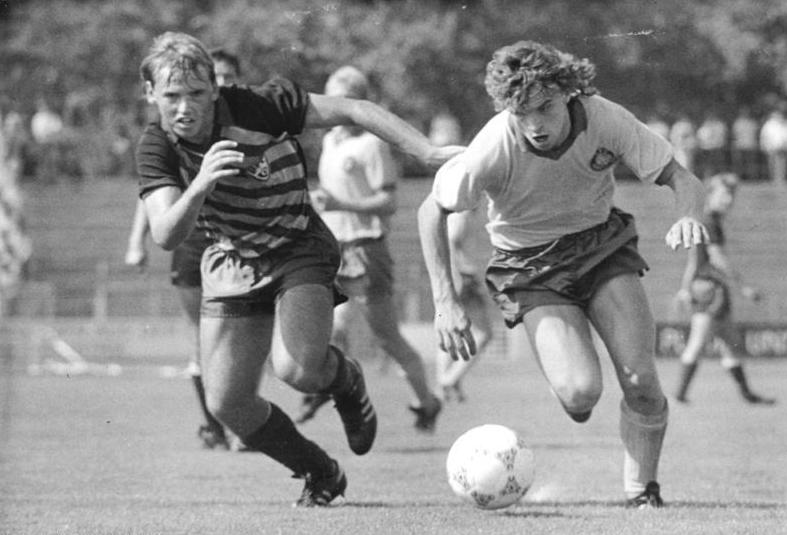
Marco Köller contro Heiko Scholz nell'incontro con il del 22 agosto 1987. Per l'occasione i giocatori della Dinamo Berlino indossavano la divisa a linee oblique della stagione precedente, che nella seconda metà del campionato venne sostituita da un motivo più semplice.

Lo sponsor tecnico per la stagione 1987-1988 è Adidas, limitatamente alle gare di Coppa dei Campioni. 
Nel corso della stagione vennero utilizzati tre completi: inizialmente quello della stagione precedente, caratterizzato da linee oblique bianche, e in seguito uno completamente amaranto ad eccezione dei bordi e del colletto a polo bianchi. Per quanto riguarda la divisa da trasferta viene eliminata la striscia amaranto sulla maglia, che quindi diviene completamente bianca con colletto amaranto.
| Casa (prima) | Casa (seconda) | Seconda divisa | Coppa dei Campioni |

## Rosa
| N. |                         | Ruolo | Calciatore        |
| -- | ----------------------- | ----- | ----------------- |
|    | Germania Est (bandiera) | P     | Marco Kostmann    |
|    | Germania Est (bandiera) | P     | Bodo Rudwaleit    |
|    | Germania Est (bandiera) | D     | Andreas Belka     |
|    | Germania Est (bandiera) | D     | Heiko Brestrich   |
|    | Germania Est (bandiera) | D     | Jörg Fügner       |
|    | Germania Est (bandiera) | D     | Marco Köller      |
|    | Germania Est (bandiera) | D     | Waldemar Ksienzyk |
|    | Germania Est (bandiera) | D     | Mario Maek        |
|    | Germania Est (bandiera) | D     | Burkhard Reich    |
|    | Germania Est (bandiera) | D     | Frank Rohde       |
|    | Germania Est (bandiera) | C     | Christian Backs   |
|    | Germania Est (bandiera) | C     | Rainer Ernst      |
|    | Germania Est (bandiera) | C     | Sven Fochler      |

| N. |                         | Ruolo | Calciatore       |
| -- | ----------------------- | ----- | ---------------- |
|    | Germania Est (bandiera) | C     | Hendrik Herzog   |
|    | Germania Est (bandiera) | C     | Eike Küttner     |
|    | Germania Est (bandiera) | C     | Bernd Schulz     |
|    | Germania Est (bandiera) | C     | Michael Schulz   |
|    | Germania Est (bandiera) | C     | Norbert Trieloff |
|    | Germania Est (bandiera) | C     | Rainer Troppa    |
|    | Germania Est (bandiera) | A     | Dirk Anders      |
|    | Germania Est (bandiera) | A     | Thomas Doll      |
|    | Germania Est (bandiera) | A     | Thomas Grether   |
|    | Germania Est (bandiera) | A     | Peter Kaehlitz   |
|    | Germania Est (bandiera) | A     | Frank Pastor     |
|    | Germania Est (bandiera) | A     | Andreas Thom     |

## Risultati

### DDR-Oberliga

#### Girone di andata
| 1ª giornata | BFC Dynamo | 2 – 1 | Magdeburgo |  |

| 2ª giornata | Union Berlino | 0 – 4 | BFC Dynamo |  |

| 3ª giornata | Lokomotive Lipsia | 1 – 1 | BFC Dynamo |  |

| 4ª giornata | BFC Dynamo | 4 – 1 | Stahl Brandeburgo |  |

| 5ª giornata | Hansa Rostock | 0 – 4 | BFC Dynamo |  |

| 6ª giornata | BFC Dynamo | 5 – 0 | Carl Zeiss Jena |  |

| 7ª giornata | Dinamo Dresda | 3 – 1 | BFC Dynamo |  |

| 8ª giornata | BFC Dynamo | 3 – 0 | Stahl Riesa |  |

| 9ª giornata | Hallescher | 2 – 2 | BFC Dynamo |  |

| 10ª giornata | BFC Dynamo | 3 – 3 | Rot-Weiß Erfurt |  |

| 11ª giornata | Karl-Marx-Stadt | 2 – 4 | BFC Dynamo |  |

| 12ª giornata | BFC Dynamo | 2 – 1 | Wismut Aue |  |

| 13ª giornata | Vorwärts Francoforte | 1 – 1 | BFC Dynamo |  |

#### Girone di ritorno
| 14ª giornata | Magdeburgo | 3 – 1 | BFC Dynamo |  |

| 15ª giornata | BFC Dynamo | 2 – 1 | Union Berlino |  |

| 16ª giornata | BFC Dynamo | 0 – 2 | Lokomotive Lipsia |  |

| 17ª giornata | Stahl Brandeburgo | 0 – 0 | BFC Dynamo |  |

| 18ª giornata | Hansa Rostock | 1 – 5 | BFC Dynamo |  |

| 19ª giornata | Carl Zeiss Jena | 2 – 3 | BFC Dynamo |  |

| 20ª giornata | BFC Dynamo | 1 – 0 | Dinamo Dresda |  |

| 21ª giornata | Stahl Riesa | 1 – 3 | BFC Dynamo |  |

| 22ª giornata | BFC Dynamo | 1 – 2 | Hallescher |  |

| 23ª giornata | Rot-Weiß Erfurt | 2 – 2 | BFC Dynamo |  |

| 24ª giornata | BFC Dynamo | 3 – 1 | Karl-Marx-Stadt |  |

| 25ª giornata | Wismut Aue | 1 – 1 | BFC Dynamo |  |

| 26ª giornata | BFC Dynamo | 1 – 0 | Vorwärts Francoforte |  |

### Coppa della Germania Est
| Schwedt 12 settembre 1987 Trentaduesimi di finale | Chemie Schwedt | 2 – 7 referto | BFC Dynamo |  |

| Eisenhüttenstadt 31 ottobre 1987 Sedicesimi di finale | Eisenhüttenstädter Stahl | 1 – 4 referto | BFC Dynamo |  |

| Berlino Est 27 novembre 1987 Ottavi di finale | BFC Dynamo | 3 – 2 referto | BFC Dynamo II |  |

| Bischofswerda 3 maggio 1988 Quarti di finale | Fortschritt Bischofswerda | 0 – 1 referto | BFC Dynamo |  |

| Berlino Est 17 maggio 1988 Semifinale | BFC Dynamo | 2 – 0 referto | Hansa Rostock |  |

| Arbitro: | Supp (Meiningen) |

|                       |           |  |
| Doll 104’ Schulz 116’ | Marcatori |  |

### Coppa dei Campioni
| Arbitro: | Silva Valente |

|                         |           |  |
| Bijotat 47’ Ferreri 58’ | Marcatori |  |

| Arbitro: | Valentine |

|  |           |                         |
|  | Marcatori | 58’ Vujović 87’ Ferreri |

## Statistiche

### Andamento in campionato
| Giornata  | 1 | 2 | 3 | 4 | 5 | 6 | 7 | 8 | 9 | 10 | 11 | 12 | 13 | 14 | 15 | 16 | 17 | 18 | 19 | 20 | 21 | 22 | 23 | 24 | 25 | 26 |
| --------- | - | - | - | - | - | - | - | - | - | -- | -- | -- | -- | -- | -- | -- | -- | -- | -- | -- | -- | -- | -- | -- | -- | -- |
| Luogo     | C | T | T | C | T | C | T | C | T | C  | T  | C  | T  | C  | T  | C  | T  | C  | T  | C  | T  | C  | T  | C  | T  | C  |
| Risultato | V | V | N | V | V | V | P | V | N | N  | V  | V  | N  | P  | V  | P  | N  | V  | V  | V  | V  | P  | N  | V  | N  | V  |
| Posizione | 3 | 1 | 1 | 1 | 1 | 1 | 1 | 1 | 1 | 1  | 1  | 1  | 1  | 1  | 1  | 2  | 3  | 2  | 1  | 1  | 1  | 2  | 1  | 1  | 1  | 1  |

Fonte:  GDR » Oberliga 1987/1988 » Schedule, su worldfootball.net.
Legenda:

Luogo: C = Casa; T = Trasferta. Risultato: V = Vittoria; N = Pareggio; P = Sconfitta.

### Statistiche di squadra
| Competizione       | Punti | In casa | In casa | In casa | In casa | In casa | In casa | In trasferta | In trasferta | In trasferta | In trasferta | In trasferta | In trasferta | Totale | Totale | Totale | Totale | Totale | Totale | DR  |
| Competizione       | Punti | G       | V       | N       | P       | Gf      | Gs      | G            | V            | N            | P            | Gf           | Gs           | G      | V      | N      | P      | Gf     | Gs     | DR  |
| ------------------ | ----- | ------- | ------- | ------- | ------- | ------- | ------- | ------------ | ------------ | ------------ | ------------ | ------------ | ------------ | ------ | ------ | ------ | ------ | ------ | ------ | --- |
| DDR-Oberliga       | 37    | 13      | 10      | 1       | 2       | 32      | 13      | 13           | 5            | 6            | 2            | 27           | 17           | 26     | 15     | 7      | 4      | 59     | 30     | +29 |
| FDGB Pokal         | -     | 3       | 3       | 0       | 0       | 12      | 3       | 3            | 3            | 0            | 0            | 7            | 2            | 6      | 6      | 0      | 0      | 19     | 5      | +14 |
| Coppa dei Campioni | -     | 1       | 0       | 0       | 1       | 0       | 2       | 1            | 0            | 0            | 1            | 0            | 1            | 2      | 0      | 0      | 2      | 0      | 4      | -4  |
| Totale             | -     | 17      | 13      | 1       | 3       | 44      | 18      | 17           | 8            | 6            | 3            | 34           | 20           | 34     | 21     | 7      | 6      | 78     | 39     | +39 |

### Statistiche dei giocatori
| Giocatore    | DDR-Oberliga | DDR-Oberliga | DDR-Oberliga | DDR-Oberliga | FDGB-Pokal | FDGB-Pokal | FDGB-Pokal  | FDGB-Pokal | Coppa dei Campioni | Coppa dei Campioni | Coppa dei Campioni | Coppa dei Campioni | Totale   | Totale | Totale      | Totale     |
| Giocatore    | Presenze     | Reti         | Ammonizioni  | Espulsioni   | Presenze   | Reti       | Ammonizioni | Espulsioni | Presenze           | Reti               | Ammonizioni        | Espulsioni         | Presenze | Reti   | Ammonizioni | Espulsioni |
| ------------ | ------------ | ------------ | ------------ | ------------ | ---------- | ---------- | ----------- | ---------- | ------------------ | ------------------ | ------------------ | ------------------ | -------- | ------ | ----------- | ---------- |
| D. Anders    | 6            | 1            | 0            | 0            | 0          | 0          | 0           | 0          | 0                  | 0                  | 0                  | 0                  | 6        | 1      | 0           | 0          |
| C. Backs     | 15           | 0            | 1            | 0            | 3          | 2          | 0           | 0          | 2                  | 0                  | 0                  | 0                  | 20       | 2      | 1           | 0          |
| A. Belka     | 2            | 0            | 0            | 0            | 1          | 0          | 0           | 0          | 0                  | 0                  | 0                  | 0                  | 3        | 0      | 0           | 0          |
| H. Brestrich | 3            | 0            | 1            | 0            | 0          | 0          | 0           | 0          | 0                  | 0                  | 0                  | 0                  | 3        | 0      | 1           | 0          |
| T. Doll      | 23           | 11           | 3            | 0            | 6          | 3          | 1           | 0          | 2                  | 0                  | 0                  | 0                  | 31       | 14     | 4           | 0          |
| R. Ernst     | 25           | 12           | 4            | 0            | 6          | 5          | 0           | 0          | 2                  | 0                  | 0                  | 0                  | 33       | 17     | 4           | 0          |
| S. Fochler   | 6            | 1            | 0            | 0            | 1          | 0          | 0           | 0          | 0                  | 0                  | 0                  | 0                  | 7        | 1      | 0           | 0          |
| J. Fügner    | 13           | 0            | 3            | 0            | 3          | 1          | 0           | 0          | 1                  | 0                  | 0                  | 0                  | 17       | 1      | 3           | 0          |
| T. Grether   | 10           | 1            | 2            | 0            | 3          | 1          | 0           | 0          | 0                  | 0                  | 0                  | 0                  | 13       | 2      | 2           | 0          |
| H. Herzog    | 2            | 0            | 0            | 0            | 0          | 0          | 0           | 0          | 0                  | 0                  | 0                  | 0                  | 2        | 0      | 0           | 0          |
| P. Kaehlitz  | 2            | 1            | 0            | 0            | 1          | 0          | 0           | 0          | 1                  | 0                  | 0                  | 0                  | 4        | 1      | 0           | 0          |
| W. Ksienzyk  | 25           | 0            | 1            | 0            | 6          | 0          | 0           | 0          | 2                  | 0                  | 0                  | 0                  | 33       | 0      | 1           | 0          |
| M. Köller    | 22           | 0            | 4            | 0            | 6          | 0          | 0           | 0          | 2                  | 0                  | 0                  | 0                  | 30       | 0      | 4           | 0          |
| M. Kostmann  | 0            | -0           | 0            | 0            | 0          | -0         | 0           | 0          | 0                  | -0                 | 0                  | 0                  | 0        | -0     | 0           | 0          |
| E. Küttner   | 15           | 0            | 1            | 1            | 4          | 1          | 0           | 0          | 2                  | 0                  | 0                  | 0                  | 21       | 1      | 1           | 1          |
| J. Lenz      | 0            | 0            | 0            | 0            | 0          | 0          | 0           | 0          | 0                  | 0                  | 0                  | 0                  | 0        | 0      | 0           | 0          |
| F. Pastor    | 23           | 5            | 2            | 0            | 6          | 1          | 1           | 0          | 0                  | 0                  | 0                  | 0                  | 29       | 6      | 3           | 0          |
| B. Reich     | 16           | 4            | 2            | 0            | 3          | 1          | 0           | 0          | 0                  | 0                  | 0                  | 0                  | 19       | 5      | 2           | 0          |
| F. Rohde     | 26           | 1            | 1            | 0            | 5          | 0          | 0           | 0          | 2                  | 0                  | 0                  | 0                  | 33       | 1      | 1           | 0          |
| B. Rudwaleit | 26           | -30          | 0            | 0            | 6          | -5         | 0           | 0          | 2                  | -4                 | 0                  | 0                  | 34       | -39    | 0           | 0          |
| B. Schulz    | 24           | 0            | 2            | 0            | 6          | 0          | 0           | 0          | 2                  | 0                  | 0                  | 0                  | 32       | 0      | 2           | 0          |
| M. Schulz    | 22           | 1            | 2            | 0            | 6          | 1          | 0           | 0          | 1                  | 0                  | 0                  | 0                  | 29       | 2      | 2           | 0          |
| A. Thom      | 26           | 20           | 1            | 0            | 6          | 4          | 0           | 0          | 2                  | 0                  | 0                  | 0                  | 34       | 24     | 1           | 0          |
| R. Troppa    | 0            | 0            | 0            | 0            | 0          | 0          | 0           | 0          | 0                  | 0                  | 0                  | 0                  | 0        | 0      | 0           | 0          |